# 皱花细辛
皱花细辛（学名：Asarum crispulatum）是马兜铃科细辛属的植物，是中国的特有植物。分布于中国大陆的四川等地，生长于海拔750米至1,000米的地区，多生长在山坡路边林下阴湿地，目前尚未由人工引种栽培。

## 别名
盆草细辛（重庆南川）